# Army Reserve
Pour les articles homonymes, voir Armée territoriale.
L'Army Reserve est la force de réserve volontaire en service actif de la British Army. Elle est distincte de la réserve régulière, dont les membres sont d'anciens membres du personnel régulier qui conservent une obligation statutaire de service. 
Elle a été créée en 1908 par le secrétaire d'État à la guerre, Richard Haldane (1er vicomte Haldane), lorsque la loi de 1907 sur les forces territoriales et de réserve (Territorial and Reserve Forces Act 1907) a regroupé les forces de volontaires (Volunteer Force) auparavant administrées par des civils, et la Yeomanry cavalerie. (A la même époque, la milice a été rebaptisée Special Reserve).
Les soldats de l'Army Reserve servent en opération au même titre que les troupes régulières, soit dans des unités de réserve, soit individuellement rattachés aux unités régulières. Plus de mille soldats réservistes sont déployés en opérations extérieures chaque année. Mille de plus servent actuellement dans le Non Regular Permanent Staff (en) (État-Major permanent de l'armée de réserve). 
Composée d'environ 35 000 volontaires, elle réunit un quart de la force humaine de l'armée de terre britannique[Quand ?].
Elle est successivement connue sous les noms de Territorial Force (TF) de 1908 à 1921, de Territorial Army (TA) de 1921 à 1967, de Territorial and Army Volunteers Reserve (TAVR) de 1967 à 1979, et à nouveau, de Territorial Army (TA) de 1979 à 2014. 
L'actuel plus haut gradé de l'armée de réserve est le major général Simon Brooks-Ward TD, assistant du chef d'État-Major des armées.

## Organisation
[Quand ?]

### Brigades régionales
Les unités de la Territorial Army sont dispersées à travers le Royaume-Uni, la plupart dans des unités régulières. Leur rôle est d'aider la société à se tenir informé des forces armées, de promouvoir l'importance de la défense pour la Nation, et ils ont un rôle actif pour la formation de l'Army Cadet Force.
La plupart des unités de réserve sont organisées à l'intérieur des brigades régionales pour des raisons de facilités administratives et de formation, en fonction de leur situation géographique. Les exceptions à cette règle sont l'Army Medical Services et les forces spéciales.
Les brigades régionales intégrant des unités de la Territorial Army sont :
- 15e brigade du Nord-Est (North East Infantry Brigade)
- 42e brigade du Nord-Ouest (North West Infantry Brigade)
- 51e brigade écossaise (Scottish Infantry Brigade)
- 2e brigade du Sud-Est (South East Brigade)
- 49e brigade de l'Est (Eastern Brigade)
- 145e brigade du Sud (South Brigade)
- 43e brigade du Wessex (Wessex Brigade)
- 143e brigade des Midlands de l'Ouest (West Midlands Brigade)
- 42e brigade du Pays de Galles (Wales Brigade)
- 38e brigade irlandaise (Irish Infantry Brigade)
- London District

### Unités de la Territorial Army
- Royal Monmouthshire Royal Engineers (en) (Ingénieurs royaux du Royaume de Monmouthshire)
- Honourable Artillery Company (Honorable compagnie d'artillerie)
- Royal Armoured Corps (Corps royal blindé)
  - Royal Yeomanry (en)
  - Royal Wessex Yeomanry (en)
  - Royal Mercian et Lancastrian Yeomanry (en)
  - Queen's Own Yeomanry (en)
- Royal Regiment of Artillery (Régiment royal d'artillerie)
  - 100e régiment de la Royal Artillery (Yeomanry) (en)
  - 101e régiment volontaire de la Royal Artillery (Northumbrian) (en)
  - 103e régiment volontaire de la Royal Artillery (Lancashire) (en)
  - 104e régiment volontaire de la Royal Artillery (en)
  - 105e régiment volontaire de la Royal Artillery (en)
  - 106e régiment volontaire de la Royal Artillery (Yeomanry) (en)

- Corps of Royal Engineers (Corps des ingénieurs royaux)
  - 71e régiment du génie
  - 72e régiment du génie
  - 73e régiment du génie
  - 75e régiment du génie
  - 101e régiment du génie (Ville de Londres)
  - 131e escadron commando indépendant des ingénieurs royaux volontaires
  - 591e escadron de terrain indépendant des ingénieurs royaux volontaires
  - 135e escadron géographique des ingénieurs royaux volontaires
  - 412e troupes des ingénieurs amphibies

- Royal Corps of Signals (Corps royal des transmissions)
  - 63e escadron volontaire des transmissions (SAS)
  - 97e escadron volontaire des transmissions (BRITFOR)
  - 12e groupe des transmissions
    - 33e régiment des transmissions (Lancashire et Cheshire)
    - 34e régiment des transmissions (Nord)
    - 35e régiment des transmissions (Midlands du Sud)

  - 2e brigade des transmissions (communications nationales)
    - 31e régiment des transmissions (Ville de Londres)
    - 32e régiment des transmissions (Écosse)
    - 36e régiment des transmissions (Est)
    - 37e régiment des transmissions
    - 38e régiment des transmissions (Ville de Sheffield)
    - 39e régiment des transmissions (Skinners)
    - 40e régiment des transmissions (Ulster)
    - 71e régiment des transmissions (Yeomanry)
    - 2e escadron des transmissions (Ville de Dundee)
    - 1er escadron des transmissions des communications spéciales (Royal Buckinghamshire Yeomanry)
    - Land Information Assurance Group (LIAG)
    - 81e escadron des transmissions
    - Land Information And Communications Specialist Group (LICSG)

- British Army Infantry (Infanterie de la British Army)
  - 51e Highland Regiment (Royal Regiment of Scotland) (en)
  - 52e Lowland Regiment (Royal Regiment of Scotland) (en)
  - 3e bataillon d'infanterie (Princess of Wales's Royal Regiment)
  - 4e bataillon d'infanterie (Duke of Lancaster's Regiment (en))
  - 5e bataillon d'infanterie (Royal Regiment of Fusiliers)
  - 3e bataillon d'infanterie (Royal Anglian Regiment (en))
  - 4e bataillon d'infanterie (The Yorkshire Regiment (en))
  - 4e bataillon d'infanterie (Mercian Regiment (en))
  - 3e bataillon d'infanterie (Royal Welsh)
  - 2e bataillon d'infanterie (Royal Irish Regiment)
  - 4e bataillon d'infanterie (Parachute Regiment)
  - 6e bataillon d'infanterie (The Rifles)
  - 7e bataillon d'infanterie (The Rifles)
  - London Regiment

- Special Air Service (Service spécial aérien)
  - 21e régiment volontaire Special Air Service (Artists' Rifles)
  - 23e régiment Special Air Service (en)

- Army Air Corps (Corps aérien de l'armée)
  - 6e régiment volontaire Army Air Corps
  - 7e régiment volontaire Army Air Corps

- Royal Logistic Corps (en) (Corps royal de la logistique)
  - Scottish Transport Regiment (en)
  - 150e régiment de transport (Yorkshire)
  - 151e régiment de soutien logistique (Greater London)
  - 152e régiment de transport (Ulster)
  - 155e régiment de transport
  - 156e régiment de transport (Nord-Ouest)
  - 157e régiment de soutien logistique (Pays de Galles et Midlands)
  - 158e régiment de transport (Royal Anglian)
  - 159e régiment de soutien
  - 168e régiment des pionniers
  - 383e troupe commando du pétrole
  - 395e troupe d'expédition aérienne
  - 88e régiment postal
  - 160e régiment de transport
  - 162e régiment du contrôle des mouvements
  - 163e régiment du contrôle des mouvements
  - 165e régiment portuaire
  - 166e régiment de ravitaillement
  - Catering Support Regiment

- Army Medical Services (Services médicaux de l'armée)
  - 254e régiment de soutien médical général (Ville de Cambridge)
  - 225e régiment de soutien médical général (Écosse)
  - 253e régiment de soutien médical général (Irlande du Nord)
  - 250e escadron médical
  - 144e escadron médical parachutiste
  - 2e brigade médicale

- Corps of Royal Electrical and Mechanical Engineers (Corps des ingénieurs royaux de l'électricité et de la mécanique)
  - 101e bataillon Royal Electrical and Mechanical Engineers
  - 102e bataillon Royal Electrical and Mechanical Engineers
  - 103e bataillon Royal Electrical and Mechanical Engineers
  - 104e bataillon Royal Electrical and Mechanical Engineers

- Adjutant General's Corps (en) (Corps de l'Adjudant-General)
  - Central Volunteer Headquarters Adjutant General's Corps
  - Army Legal Services
  - Educational and Training Support
  - Military Provost Staff
  - Military Provost Guard Service
  - Royal Military Police Special Investigation Branch
  - 4e régiment Royal Military Police
  - 5e régiment Royal Military Police

- Intelligence Corps (Corps du renseignement)
  - 3e bataillon volontaire du renseignement militaire
  - 5e bataillon volontaire du renseignement militaire

- Corps of Army Music (Corps de la musique de l'armée)

- Officer Training Corps (Corps de formation des officiers)

L'Officer Training Corps a des unités dans la plupart des universités britanniques : elles sont alors nommées Universities Officer Training Corps (UOTC).
- - Aberdeen UOTC
  - Birmingham UOTC
  - Bristol UOTC
  - Cambridge UOTC
  - East Midlands UOTC
  - City of Edinburgh UOTC
  - Exeter UOTC
  - Glasgow et Strathclyde UOTC
  - Leeds UOTC
  - Liverpool UOTC
  - Manchester UOTC
  - Northumbrian UOTC
  - Oxford UOTC
  - Queen's UOTC
  - Sheffield UOTC
  - Southampton UOTC
  - Tayforth UOTC
  - Wales UOTC
  - University of London OTC

## Liste des chefs d'État-Major adjoints des armées (réservistes et cadets)
Le chef d'état-major adjoint de la Défense (réservistes et cadets) est le réserviste principal des forces armées britanniques. Il est responsable de la politique des trois services concernant les réservistes et les forces de cadets. Le poste a été créé en 2004.
- 2004-2007 : Major General Gerald Grosvenor
- 2007-2010 : Major General Simon Lalor
- 2010-2013 : Major General Greg Smith
- 2013-2016 : Major General John Crackett
- 2016-2019 : Major General Ranald Munro
- depuis 2019 : Major General Simon Brooks-Ward